# Wołodymyr Soroczak
Wołodymyr Soroczak, ps. „Berkut”, „Woron” (ukr. Володимир Сорочак; ur. 22 lutego 1922 w Jaworniku Ruskim, zm. 5 lutego 2010 w Chicago) – oficer UPA, dowódca kurenia „Wilki” (ukr. Вовки) oraz Odcinka Taktycznego „Danyliw”.

## Życiorys
Ukończył szkołę podstawową w Jaworniku Ruskim, następnie w 1942 ukraińskie gimnazjum w Jarosławiu. Rozpoczął studia medyczne na Uniwersytecie Lwowskim, jednak w 1943 został powołany do Baudienstu, gdzie służył do 1944. Od maja 1944 działał w ukraińskim podziemiu nacjonalistycznym. Od lipca do 20 listopada 1944 uczestniczył w kursie oficerskim UPA w szkole „Ołeni-2”. Od listopada 1944 do maja 1945 był dowódcą ochrony kursu oficerskiego. Od czerwca do września 1945 instruktor taktyki w dwóch szkołach podoficerskiej UPA, koło Fredropola i Birczy. Od października 1945 organizator i dowódca sotni na Pogórzu Przemyskim.
W październiku 1945 zorganizował własną sotnię. Od kwietnia do października 1946 prowadził szkolenia wojskowe i polityczne w okolicach Przemyśla, Jarosławia i Lubaczowa.
Od 1 listopada 1946 do września 1947 był dowódcą 28 Odcinka Taktycznego UPA „Danyliw” i dowódcą kurenia „Wowky”. 9 czerwca 1947 w walce odniósł ciężkie rany obu nóg, które udało mu się wyleczyć.
Od 30 września 1947 do 19 stycznia 1948 przebił się wraz z oddziałem rajdem do amerykańskiej strefy okupacyjnej w Niemczech, gdzie działał w Misji UPA i UHWR oraz w redakcji pisma „Do zbroji”, następnie w 1955 wyemigrował do USA, gdzie działał w organizacjach nacjonalistycznych i kombatanckich w Chicago.

## Literatura
- Ярослав Стех – „Пропам'ятна книга україських діячів Перемищини”, Przemyśl-Lwów 2006